# Ischnosiphon paryrizinho
Ischnosiphon paryrizinho är en strimbladsväxtart som beskrevs av Bengt Lennart Andersson. Ischnosiphon paryrizinho ingår i släktet Ischnosiphon och familjen strimbladsväxter. Inga underarter finns listade.